# Ausschreitungen in Hoyerswerda
Die Ausschreitungen von Hoyerswerda waren mehrere rassistisch motivierte Übergriffe in der sächsischen Stadt Hoyerswerda zwischen dem 17. und 23. September 1991. Dabei wurden ein Wohnheim für Vertragsarbeiter sowie ein Flüchtlingswohnheim angegriffen. Teilweise standen bis zu 500 Personen vor den Heimen und beteiligten sich an den Angriffen. Die Polizei war nicht gewillt, die Angriffe zu stoppen. Die deutschen Medien berichteten umfangreich über die Ereignisse. Die Ausschreitungen von Hoyerswerda bildeten den Auftakt zu einer Serie ausländerfeindlicher Ausschreitungen zu Anfang der 1990er Jahre in Deutschland.

## 1990
Am 1. Mai 1990 kamen laut David Macou (im Zeitzeugen-Gespräch im Deutschlandfunk 2023) mehr als 100 Neonazis in das Wohnheim der Vertragsarbeiter in Hoyerswerda, zerstörten die Einrichtung, riefen „Deutschland den Deutschen, Ausländer raus“ und „Wir kommen wieder.“

## 1991

### Angriffe auf das Vertragsarbeiterwohnheim
Am 17. September 1991 griffen mindestens acht überwiegend jugendliche Neonazis auf dem Marktplatz von Hoyerswerda vietnamesische Händler an. Die Betroffenen flüchteten daraufhin in ein Wohnheim für Vertragsarbeiter. Das elfstöckige Gebäude in der Albert-Schweitzer-Straße war Wohnstätte für ca. 120 Vertragsarbeiter, vorwiegend für die damalige Lausitzer Braunkohle AG, aus Mosambik und Vietnam, deren Arbeitsverträge mit der Lausitzer Braunkohle AG zum Ende September bzw. Ende Dezember 1991 gekündigt worden waren. Innerhalb weniger Stunden fanden sich drei bis vier Dutzend junge Neonazis vor dem Gebäude ein und begannen, Parolen zu rufen und Steine zu werfen. Die Bewohner begannen sich daraufhin teilweise unter Gewaltanwendung zu verteidigen. Nach frühestens zwei Stunden traf die Polizei ein und riegelte das Gebäude ab. Am Abend des 18. September griffen mehrere Dutzend Neonazis das Wohnheim mit Steinen und Molotow-Cocktails an. Anwohner gesellten sich hinzu und sahen entweder tatenlos zu oder klatschten Beifall. Die Polizei griff kaum ein. Unter den Angreifern befanden sich auch viele Kollegen der Vertragsarbeiter aus dem Braunkohletagebau.
Schließlich wurden die Vertragsarbeiter evakuiert. 60 Personen wurden am 20. September unter Polizeibegleitung mit Bussen aus Hoyerswerda gebracht. Fast alle Vertragsarbeiter wurden direkt nach Frankfurt am Main oder Berlin transportiert und von dort aus abgeschoben.

### Angriffe auf das Flüchtlingswohnheim
Nach den Angriffen auf das Vertragsarbeiterwohnheim kam es auch zu Angriffen auf ein Flüchtlingswohnheim in der Thomas-Müntzer-Straße, in dem seit dem Frühsommer 1991 ca. 240 Flüchtlinge u. a. aus Vietnam, Rumänien, Ghana, dem Iran und Bangladesch untergebracht waren. Schon in den Wochen zuvor waren sie immer wieder von Neonazis angegriffen worden. Am 20. September kam das Landratsamt Hoyerswerda zu folgender „Lageeinschätzung“: „Es besteht einheitliche Auffassung dazu, dass eine endgültige Problemlösung nur durch Ausreise der Ausländer geschaffen werden kann.“ Am Abend des 20. Septembers zogen Neonazis und Sympathisanten vor das Flüchtlingsheim und bewarfen es mit Steinen und Molotow-Cocktails. Ausländer wurden daraufhin von Neonazis auch körperlich angegriffen, wozu ein Mob aus Anwohnern und Sympathisanten die Gewalttäter durch Zurufe und Applaus weiter anheizte. Ein kleinerer Anteil der anwesenden Bürger aus der Nachbarschaft versuchte beschwichtigend auf den Mob einzuwirken, blieb aber – ähnlich wie die Polizei – weitgehend erfolglos.
Am Morgen des 21. September wurden die Flüchtlinge unter SEK-Begleitung mit Bussen auf Unterkünfte im Umland verteilt. Die meisten von ihnen flüchteten in Eigeninitiative nach Berlin und Niedersachsen weiter. In Berlin wurde ein Teil von ihnen in einer Kirchgemeinde aufgenommen. Später wurden außerdem die Technische Universität Berlin sowie das Berliner Rathaus besetzt. Der damalige Regierende Bürgermeister Berlins, Eberhard Diepgen (CDU), sagte daraufhin Hilfe für diejenigen Flüchtlinge zu, die nachweisen konnten, dass sie angegriffen wurden.

## Folgen
Bei den Ausschreitungen wurden 32 Menschen verletzt. Es gab 82 vorläufige Festnahmen, allerdings wurden von den Verdächtigen nur vier Personen verurteilt. Am folgenden Wochenende kam es zu 78 rassistischen Überfällen im Bundesgebiet.
Am 27. September 1991 fand in Hoyerswerda eine antifaschistische Demonstration gegen die Ausschreitungen mit 4.000 bis 5.000 Teilnehmern statt.
Auf die Angriffe von Hoyerswerda folgten weitere Angriffe auf Flüchtlingsheime in Deutschland, darunter im Jahr 1991 in Thiendorf (Sachsen) mit acht Verletzten sowie Brandanschläge in Freital (Sachsen), Bredenbeck (Niedersachsen), Münster (Nordrhein-Westfalen), March (Baden-Württemberg) und Tambach-Dietharz (Thüringen). In der Nacht zum 11. Oktober 1992 wurde die Aushilfskellnerin Waltraud Scheffler bei einem Überfall auf ein Lokal in Geierswalde bei Hoyerswerda so schwer verletzt, dass sie 13 Tage später starb. Scheffler hatte versucht, auf die mit „Sieg Heil“-Rufen eindringenden Skinheads einzureden, worauf ihr von einem dieser ein Schlag mit einer Holzlatte auf den Kopf zugefügt worden war. Am 19. Februar 1993 kam es in Hoyerswerda zu einem weiteren Todesopfer rechtsextremer Gewalt, als der 22-jährige Mike Zerna bei einem Überfall von rechtsextremen Skinheads auf Jugendliche vor dem Jugendklub „Nachtasyl“ zusammengeschlagen wurde. Die Angreifer, darunter drei wegen fremdenfeindlicher Gewalttaten Vorbestrafte, prügelten auf Konzertbesucher und den Fahrer und Techniker der christlichen Gothic-Metal-Band Necromance aus Spremberg ein und kippten anschließend ein Auto auf den am Boden liegenden Zerna, der sechs Tage später seinen Verletzungen erlag. Nach Ansicht des Landgerichts Bautzen trugen Polizei und Sanitäter eine Mitverantwortung für dessen Tod, da sie erst eine Stunde nach dem Überfall am Tatort eintrafen.
Im Anschluss an die Ausschreitungen wurde Hoyerswerda – in Anlehnung an den NS-Begriff „judenfrei“ – von Neonazis als „erste ausländerfreie Stadt“ bezeichnet. Dieser Begriff wurde zum Synonym für die Ausschreitungen von Hoyerswerda sowie 1991 das erste Unwort des Jahres, das die Gesellschaft für deutsche Sprache gewählt hatte. Die Stadt bemühte sich, das Bild in der Öffentlichkeit positiv zu beeinflussen und gegen Neonazismus vorzugehen. Im Jahr 2006 verkündete der damalige Oberbürgermeister Horst-Dieter Brähmig als Reaktion auf eine antirassistische Demonstration zum 15. Jahrestag des Pogroms von Hoyerswerda: „Die Erinnerung an diese 15 Jahre behalten wir Hoyerswerdaer uns selbst vor.“ Am selben Tag wurde im Stadtpark eine Gedenkstele mit der Inschrift „Im Gedenken an die extremistischen Ausschreitungen von September 1991“ eingeweiht, die heute die Aufschrift trägt: „Hoyerswerda vergisst nicht – Wir erinnern.“. Zivilgesellschaftliche Initiativen wie die Kulturfabrik Hoyerswerda oder die RAA Hoyerswerda engagieren sich beispielsweise mit dem Projekt „Mitwisser gesucht“ dafür, Jugendliche über die Ausschreitungen aufzuklären.

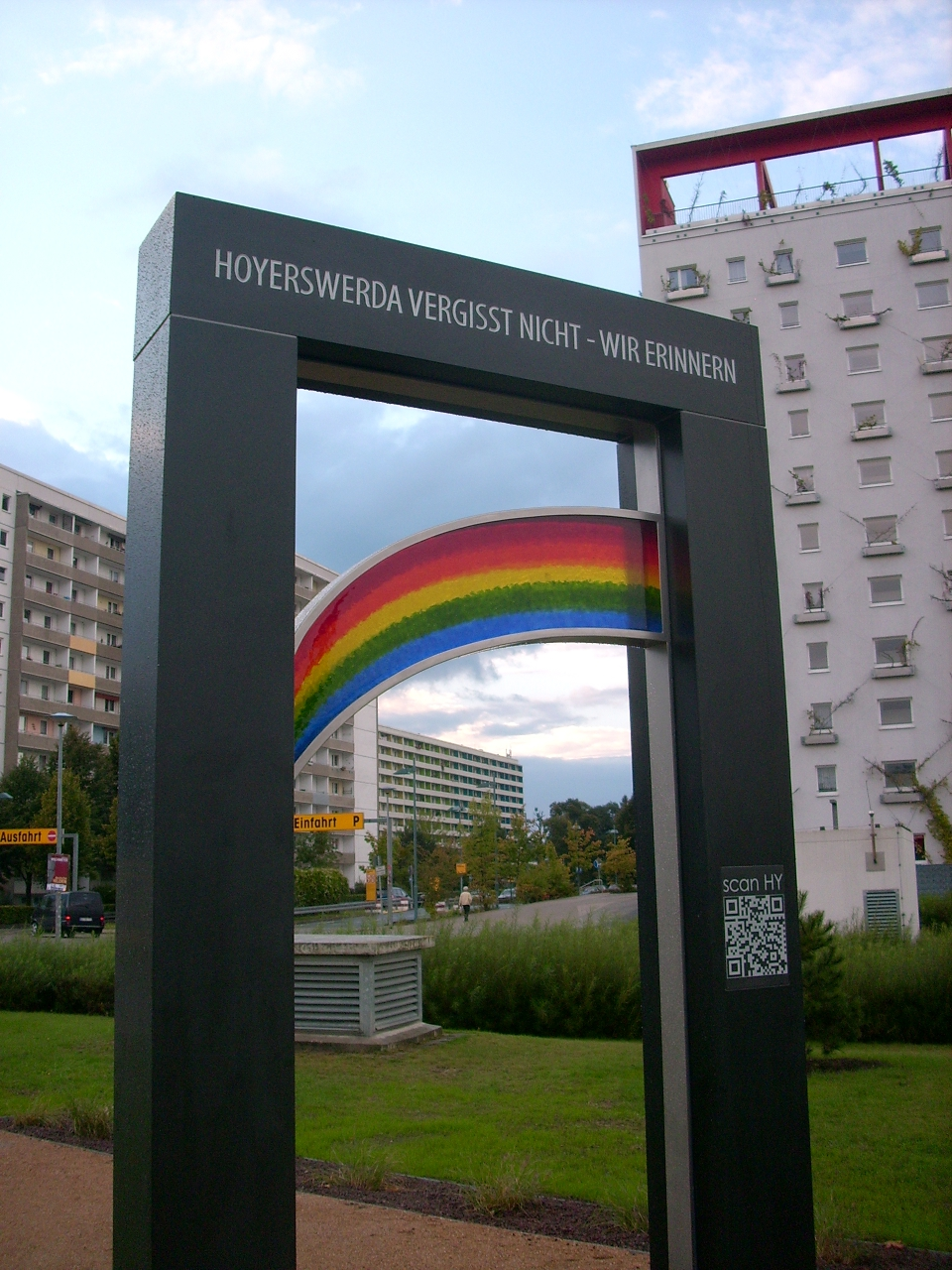
Denkmal

Im Erscheinungsbild Hoyerswerdas hat die Präsenz rechtsradikaler Jugendlicher zwar abgenommen, nach wie vor gilt die Stadt jedoch als Zentrum rechtsradikaler Gruppierungen und Aktivitäten; beispielsweise wurde durch die NPD im Jahr 2006 dort der neue Kreisverband Kamenz/Hoyerswerda gegründet, die zugehörige Jugendorganisation JN gehört zu den aktivsten in Sachsen. Die ortsansässige JN organisierte im Jahr 2006 einen Gedenkmarsch mit 200 Teilnehmern, die den 15. Jahrestag der Ausschreitungen feierten. Die Polizei nahm mehr als 50 Gegendemonstranten vorübergehend fest. Derartige Gedenkmärsche wurden auch in anderen Städten durchgeführt.
Bei Filmaufnahmen für das WDR-Magazin Cosmo TV anlässlich des 20. Jahrestags der Ausschreitungen vor dem ehemaligen Gastarbeiterwohnheim kam es dort wiederum zu Pöbeleien und Beleidigungen gegenüber ehemals Betroffenen.

## Audio
- DDR-Vertragsarbeiter David Macou „Wir sind Menschen, keine Steine“, 55,04 Minuten Audio-Version, Deutschlandfunk Zeitzeugen im Gespräch mit Stephan Detjen 24. Juni 2023

## Weitere Anschläge und Ausschreitungen gegen Flüchtlinge und Migranten
- Ausschreitungen in Rostock-Lichtenhagen, 22. und 26. August 1992
- Mordanschlag von Mölln, 23. November 1992
- Mordanschlag von Solingen, 29. Mai 1993